# Вурмой
Вурмо́й (чув. Вăрăмой) — деревня в Моргаушском районе Чувашской Республики.  Входит в состав Ярабайкасинского сельского поселения.

## География
Находится в северо-западной части Чувашии, на расстоянии приблизительно 9 км на восток по прямой от районного центра села Моргауши.

## История
Известна с 1858 года как околоток села Акрамово, когда здесь было учтено 5 дворов и 32 жителя. В 1906 было учтено 8 дворов и 54 жителя, в 1926 – 13 дворов и 64 жителя, в 1939 – 60 жителей, в 1979 – 46. В 2002 году было 16 дворов, в 2010 – 9 домохозяйств.  В 1931 году был образован колхоз «Дружина», в 2010 действовал СХПК «Герой».

## Население
Постоянное население составляло 37 человека (чуваши 97%) в 2002 году, 30 в 2010.